# 天王镇 (句容市)
天王镇，是中华人民共和国江苏省鎮江市句容市下辖的一个乡镇级行政单位。境内的浮山果园、方山茶场曾列为句容市的类似乡级单位。

## 行政区划
天王镇下辖以下地区：
天王社区、天王村、赵巷村、西溧村、农林村、浮山村、金山村、前进村、蔡巷村、涧北村、朱巷村、唐谷村、唐陵村、袁巷村、戴庄村、竹园村和斗门村。